# Cleora pagina
Cleora pagina là một loài bướm đêm trong họ Geometridae.